# Gare d'Anneville-sur-Scie
La gare d'Anneville-sur-Scie était une gare ferroviaire française de la ligne de Malaunay - Le Houlme à Dieppe, située sur le territoire de la commune d'Anneville-sur-Scie dans le département de la Seine-Maritime en région Normandie.
C'est une ancienne halte voyageurs de la Société nationale des chemins de fer français fermée au début du XXIe siècle.

## Situation ferroviaire
Établie à 63 mètres d'altitude, la gare d'Anneville-sur-Scie était située au point kilométrique (PK) 188,863 de la ligne de Malaunay - Le Houlme à Dieppe (portion à voie unique), entre les gares ouvertes de Longueville-sur-Scie et de Saint-Aubin-sur-Scie.

## Histoire
Le 2 août 1941, la voie ferrée est mitraillée par un avion allié en gare d'Anneville-sur-Scie.
En 1999, la halte est encore desservie par 3 (sens Rouen-Dieppe) ou 4 (sens Dieppe-Rouen) trains quotidiens en semaine, mais ne l'est plus en 2002
.